# 잭 개럿
잭 개럿(Jack Garratt)은 잉글랜드의 싱어송라이터이다.